# 庆云乡 (宣汉县)
庆云乡位于宣汉县西北边境，西北与平昌县泥龙乡、岩口乡接壤，南与达县青宁乡接壤，西南与达县梓桐乡接壤，北部和本县马渡乡接壤，东部和本县隘口乡接壤，人口约12000人，下辖高墩（原1村，已并入土堡村）、土堡（原2村）、万斛（原3村，已并入严坪村）、严坪（原4村）、罗坪（原5村）、白玉（原6村）、文林（原7村）、鞍山（原8村）、圆石（原9村）、新生（原10村）、新寨（原11村）。全乡以王姓、李姓、粟姓、周姓、袁姓等姓氏居多。长滩河流过本乡全境。
2020年6月，撤销庆云乡，将原庆云乡所属行政区域划归马渡关镇管辖。

## 行政区划
庆云乡撤销前下辖以下地区：
浅坝社区、土堡村、严坪村、罗坪村、白玉村、鞍山村、新生村和新寨村。